# Poudoj
Poudoj (en russe : Пудож ; en carélien : Puudoži ; en finnois : Puudosi ou Puutoinen) est une ville de la république de Carélie, en Russie, et le centre administratif du raïon de Poudoj. Sa population s'élevait à 9 408 habitants en 2013.

## Géographie

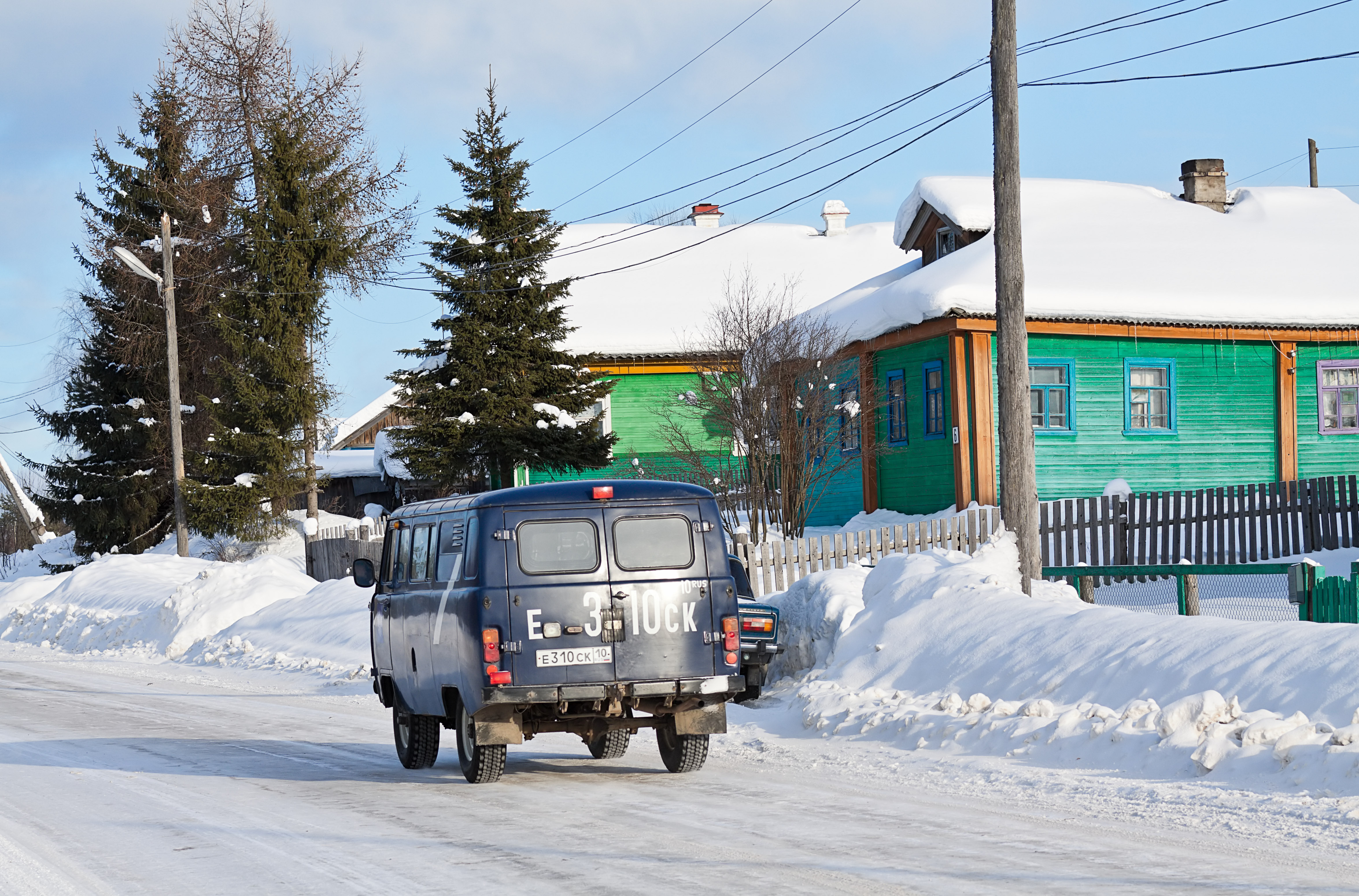
Une rue de Poudoj.

Poudoj est arrosée par la rivière Vodla et se trouve à 115 km à l'est de Petrozavodsk. Mais la distance est de 352 km par la route, qui doit contourner le lac Onega.
Outre Poudoj, la zone urbaine comprend les agglomérations de l'aéroport (Аэропорт), Kolovo et Podporožje, ainsi qu'Afanasjevskaja (Афанасьевская), Filimonovskaya (Филимоновская), Gladkina (Гладкина), Harlovskaja (Харловская), Košukovo (Кошуково), Kolovo, Myatcheva (Мячева) et Nozhevo (Ножево).

## Histoire
Un village du nom de Poudoga est mentionné à l'emplacement de la localité actuelle de Poudoj en 1382. 
Il devient ultérieurement Poudojski Pogost. Poudoj a reçu les droits de ville par décret de Catherine II du 16 mai 1785. 
La ville a été construite selon le plan d'urbanisme approuvé par Nicolas Ier en 1840.
Elle est devenue le centre administratif du raïon de Poudoj le 29 août 1927. 
Dans les années 1930, des socialistes finlandais venus de Finlande et d'Amérique se sont installés dans la zone.
Depuis la fin du XVIIIe siècle, plusieurs verreries fonctionnaient à l'embouchure de la rivière Vodla, et des scieries depuis la fin du XIXe siècle.
En 1882, le marchand de Saint-Pétersbourg D. N. Lebedev construisit une grande scierie à l'embouchure de la Vodla, dont les produits étaient fournis à Saint-Pétersbourg et à l'étranger.
Après la Révolution d’Octobre, l’usine fut nationalisée. En 1924, le nombre d'ouvriers de l'usine atteignait 400 personnes. Dans les années 1970, l'usine a été modernisée et la production annuelle de bois a atteint 125 000 m³. 
Dans les années 1990, sur la base de l'entreprise, JSC Pudozh Timber Mill a été créée.
En juillet 1885, lors d'une visite à Poudoj, le grand-duc Vladimir Alexandrovitch séjourna dans la maison du marchand A.P. Bazegsky.
En 1902, la première ligne téléphonique a été activée à Poudoj.
Le 25 janvier 1905, la première manifestation politique est organisée à Poudoj. 9 exilés politiques accompagnés de leurs épouses sont descendus dans les rues de la ville. Ils portèrent des fanfares funéraires, exprimant ainsi leur protestation contre les événements du 9 janvier 1905 à Saint-Pétersbourg (Dimanche rouge).

## Culte
La ville dispose de deux lieux de culte dépendant de l'éparchie de Petrozavodsk, l'église Saint-Serge-de-Radonège, et l'église Saint-Alexandre-Nevski.

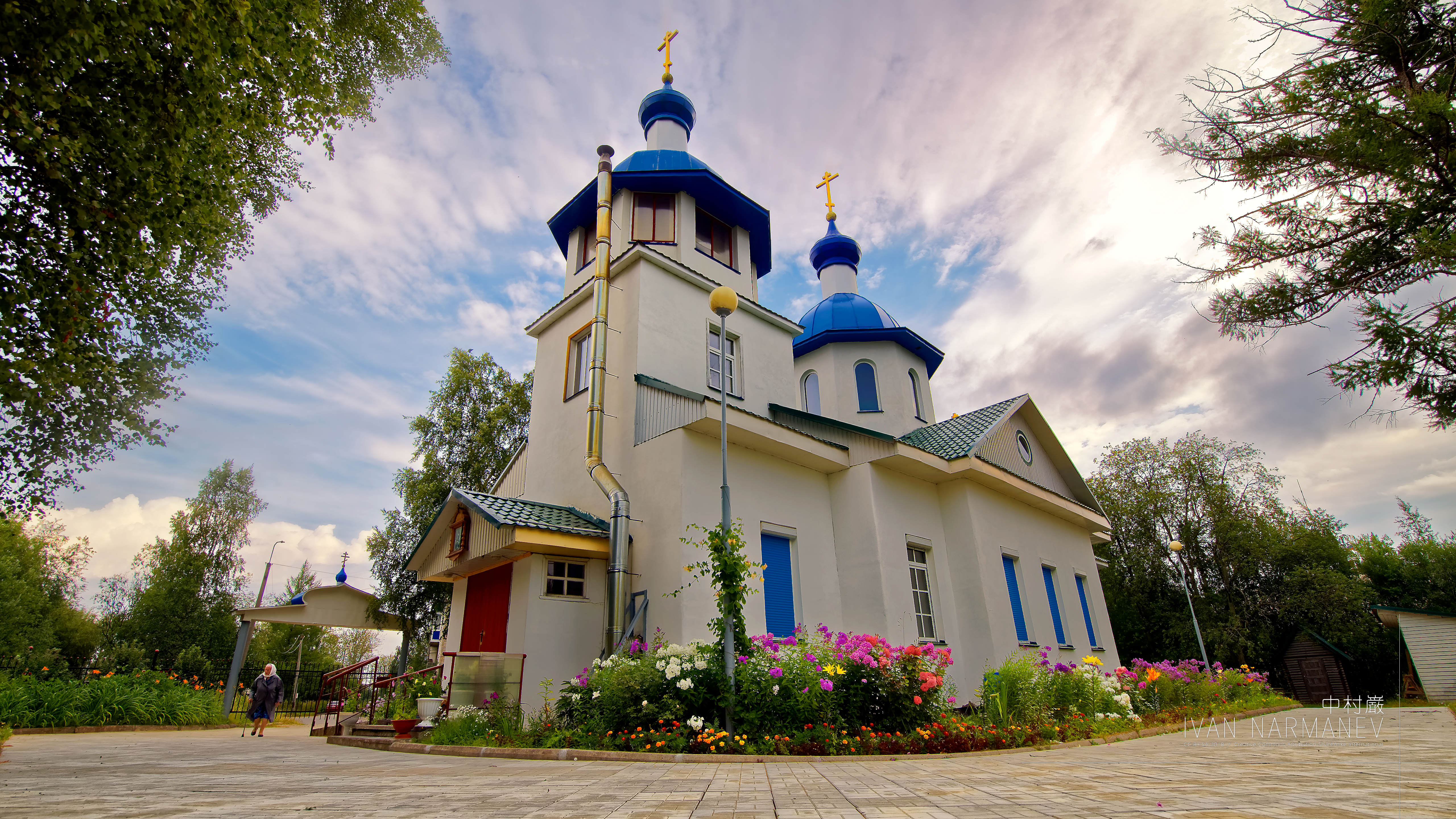
Église au nom de l'icône « Skoroposlushnitsa.
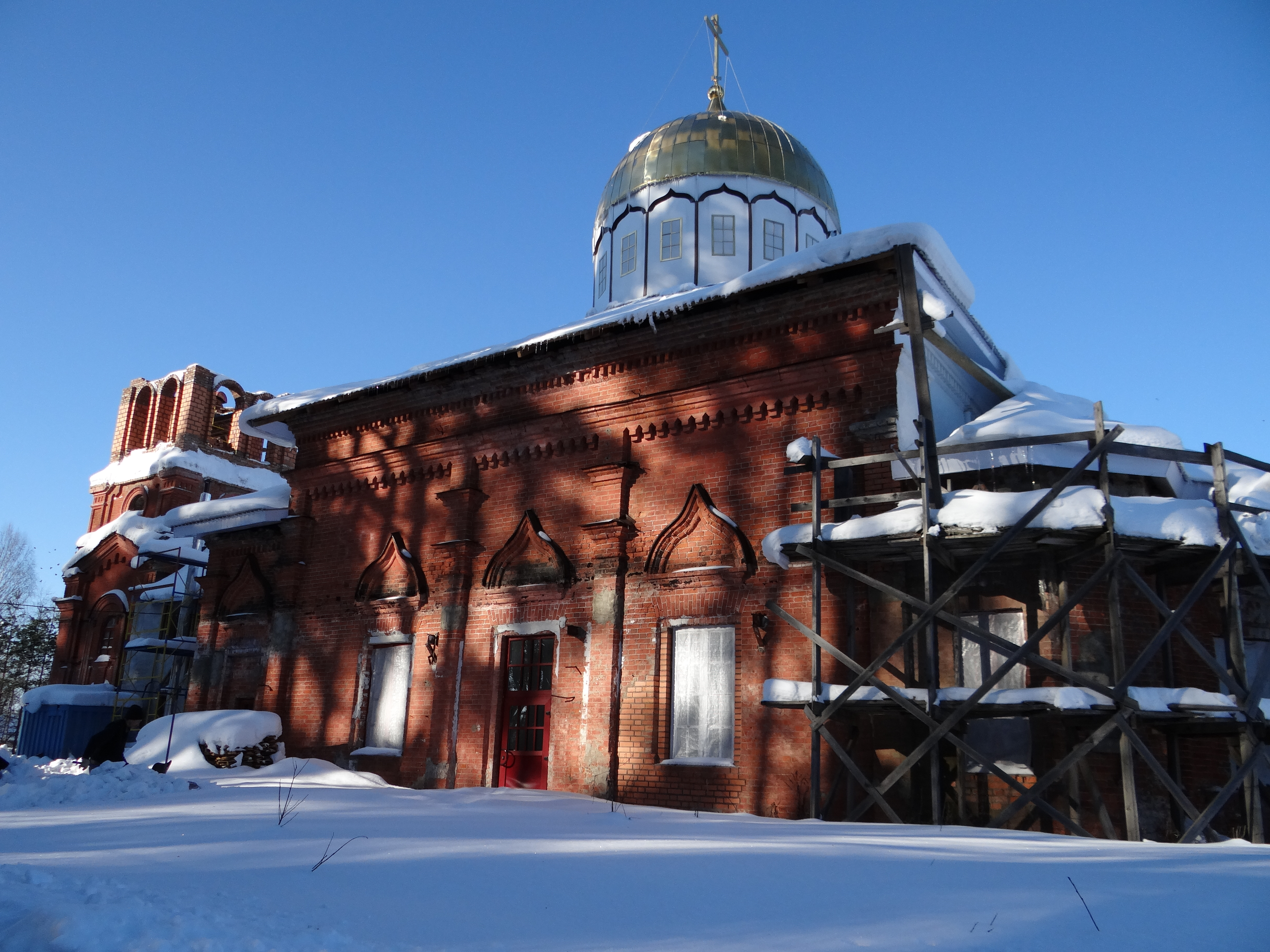
L'église Saint-Alexandre-Nevski en cours de restauration (2013).

## Population
Recensements (*) ou estimations de la population
| 1856  | 1897* | 1913  | 1926* | 1959* | 1970* |
| ----- | ----- | ----- | ----- | ----- | ----- |
| 1 000 | 1 455 | 2 800 | 2 189 | 7 044 | 7 970 |

| 1979* | 1989*  | 2002*  | 2010* | 2012  | 2013  |
| ----- | ------ | ------ | ----- | ----- | ----- |
| 8 692 | 10 982 | 10 632 | 9 698 | 9 536 | 9 408 |

| 2020  | 2021  | 2023  | - | - | - |
| ----- | ----- | ----- | - | - | - |
| 8 606 | 7 356 | 7 207 | - | - | - |

## Transport
La ville est traversée par la route fédérale  (Vologda – Poudoj – Medvejiegorsk). 
À l'ouest, passe la route Р16, et à l'est, passe la route Р2.
La ville fait partie de la route touristique internationale  Route Bleue», reliant la Norvège, la Suède, la Finlande et la Russie. 
La ville ne dispose pas de liaison ferroviaire. La gare la plus proche est Medvezhya Gora, dans la ville de Medvejiegorsk, située à 197 km au nord-ouest.

## Architecture
AWu centre de Poudoj, des immeubles résidentiels du XIXème au début du XXe siècle ont été conservés.
La maison en pierre à deux étages du marchand A.P. Bazegsky est un monument architectural des années 1880. Jusqu'au début du XXème siècle, Poudoj était une ville construite en bois, et le manoir Bazegsky était à cette époque le seul bâtiment résidentiel en pierre.

## Galerie

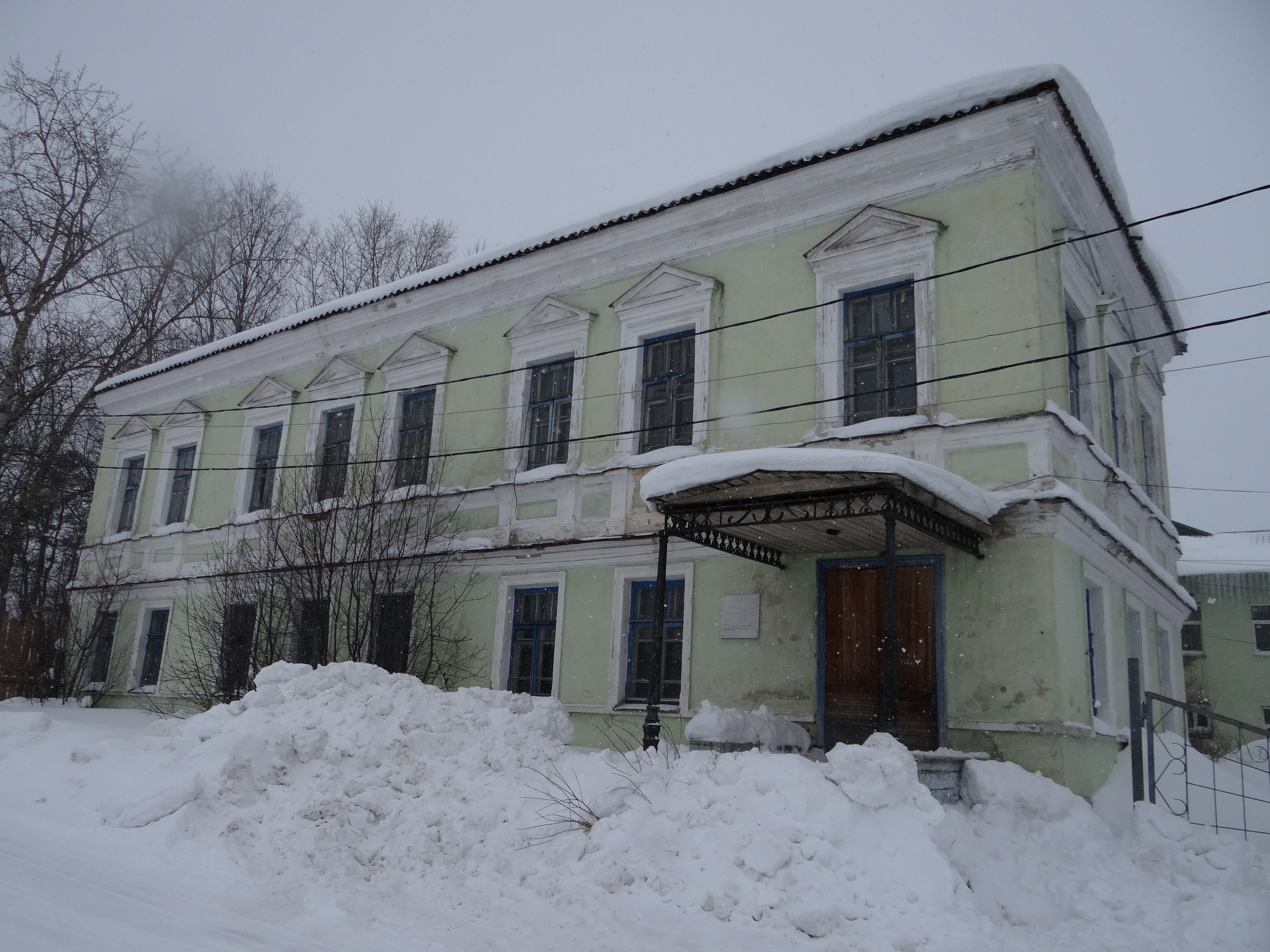
Maison du marchand Bazegski.
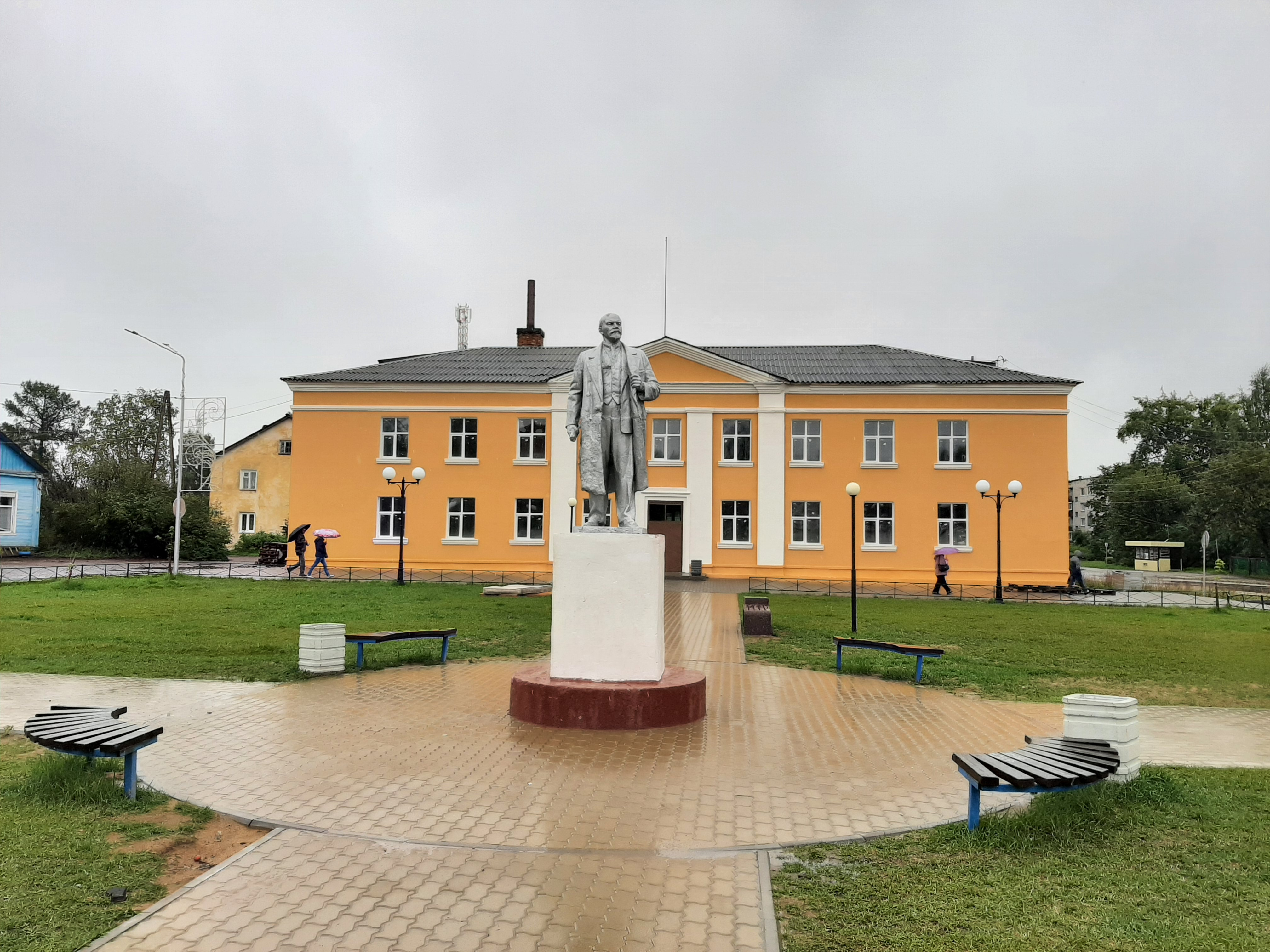
Statue de Lénine.
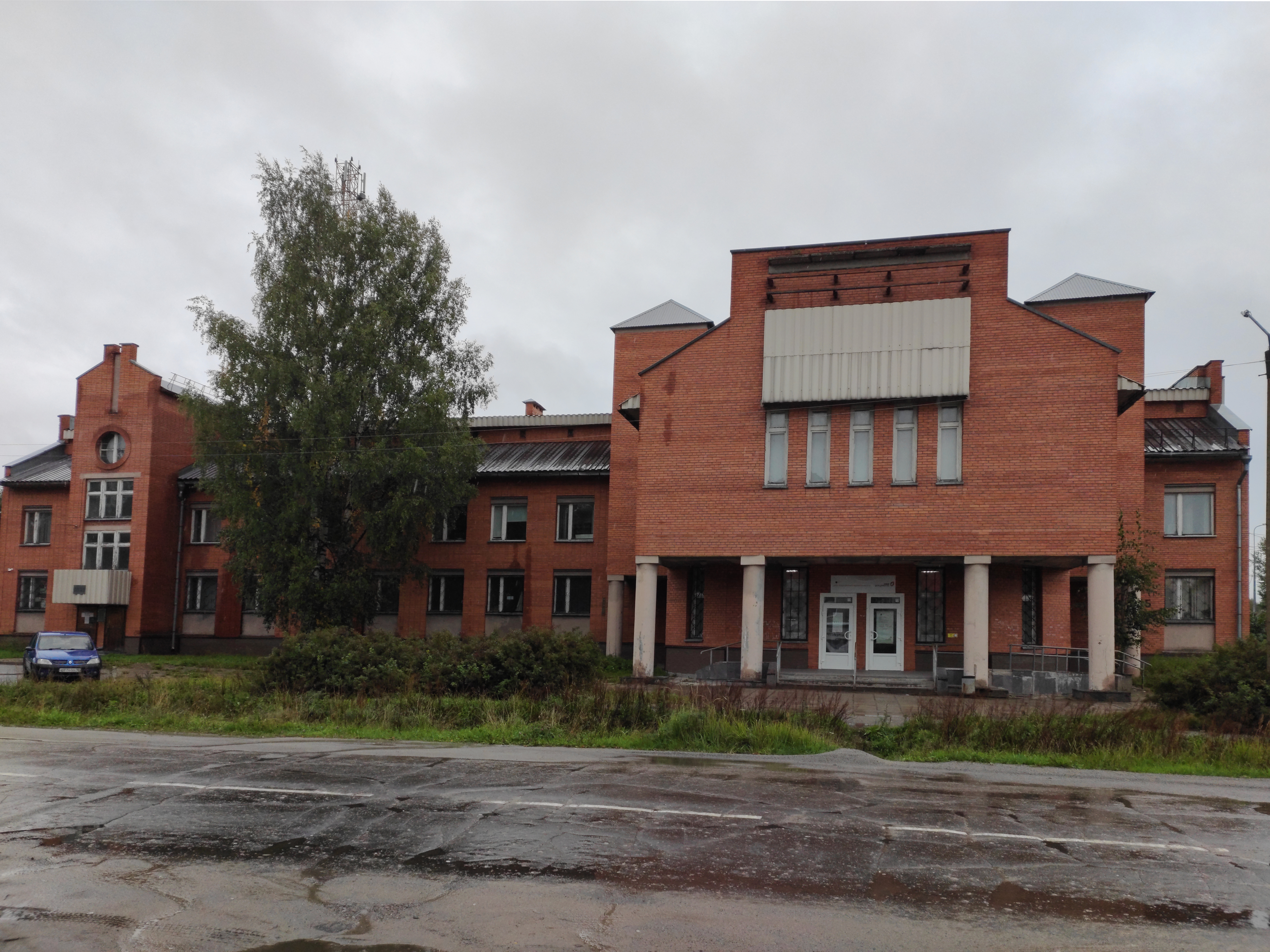
Rue Komsomolskaïa 16.
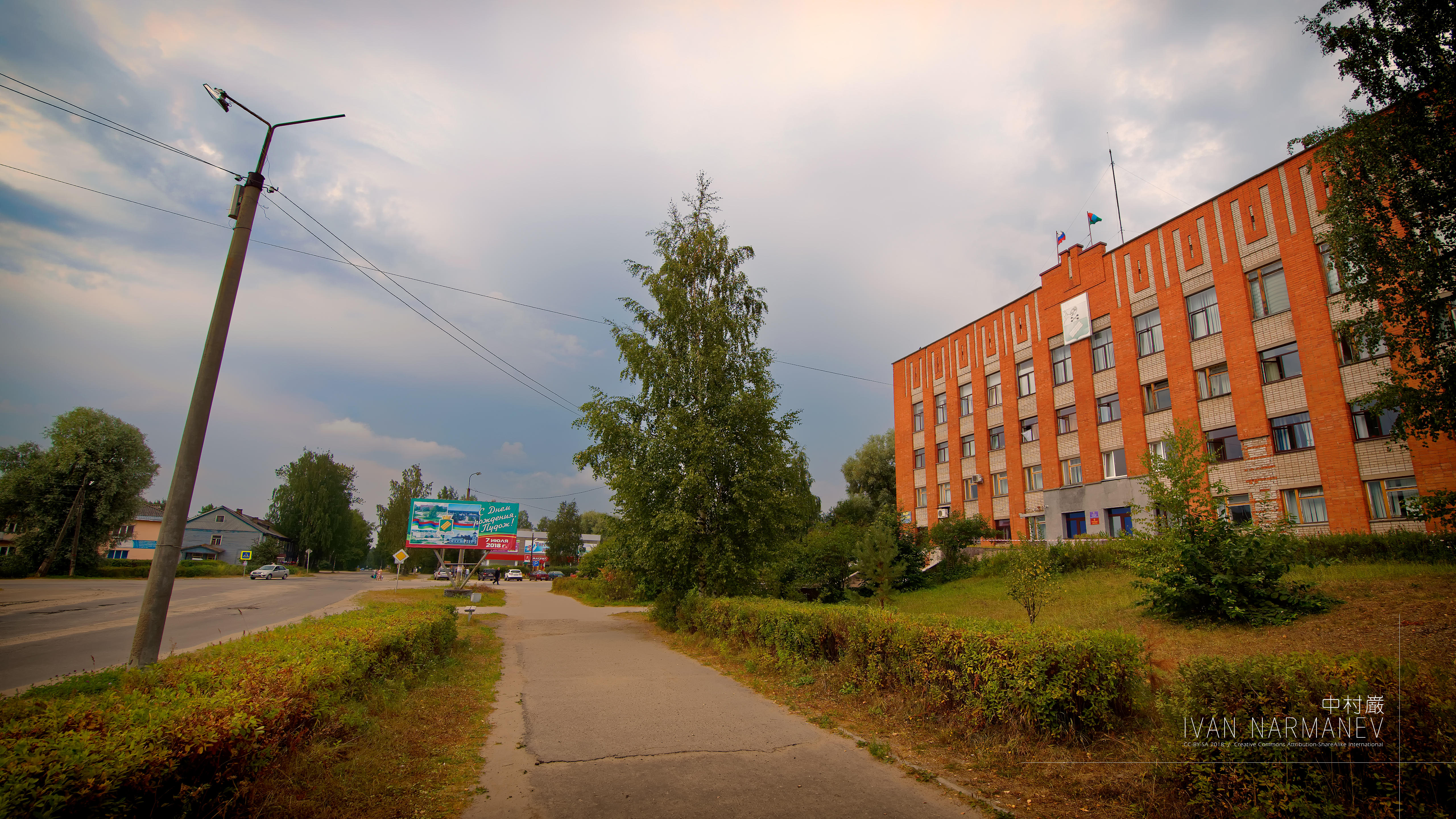
Place centrale.

## Voir  aussi